# ボイリング・ポイント
『ボイリング・ポイント』（原題：Boiling Point）は、ジェームズ・B・ハリス監督による1993年公開のアメリカ合衆国のアクション映画。

## あらすじ
偽札事件の囮捜査を行なっていた財務調査官のジミーは、取引相手のロニーに相棒を銃殺されてしまう。ジミーは責任を取らされる形で転任を命じられるが、相棒殺しの犯人を挙げるため1週間の猶予をもらう。
一方、ロニーのバックとなっていた老練な詐欺師のレッド・ダイヤモンドは、高利貸のトニーから借金の返済期限を1週間と決められてしまう。
この2人は高級娼婦ヴィッキーと、高級クラブを通じてやがてつながって行く。

## キャスト
- ジミー・マーサー：ウェズリー・スナイプス
- レッド・ダイヤモンド：デニス・ホッパー
- ヴィッキー：ロリータ・ダヴィドヴィッチ
- ロニー：ヴィゴ・モーテンセン
- モナ：ヴァレリー・ペリン
- ブレイディ：ダン・ヘダヤ
- リーチ：シーモア・カッセル
- マックス：ジョナサン・バンクス
- トニー：トニー・ロビアンコ
- キャロル：クリスティーン・エリス
- コニー：ロレイン・エヴァノフ
- レヴィット：ジェームズ・トールカン
- ポール・グリーソン
- ロス：トビン・ベル
- ジェームズ・ピケンズ・Jr